# Edwardzetes novazealandicus
Edwardzetes novazealandicus är en kvalsterart som beskrevs av Hammer 1967. Edwardzetes novazealandicus ingår i släktet Edwardzetes och familjen Ceratozetidae. Inga underarter finns listade i Catalogue of Life.